# 栃木県道27号那須黒羽茂木線
栃木県道27号那須黒羽茂木線（とちぎけんどう27ごう なすくろばねもてぎせん）は、栃木県那須郡那須町から芳賀郡茂木町に至る県道（主要地方道）である。

## 概要
栃木県那須郡那須町の国道294号交点、道の駅東山道伊王野前から、国道294号・那珂川の東側を大田原市黒羽地区（旧黒羽町）を経由して概ね南方向へ向かい、芳賀郡茂木町の真岡鐵道真岡線 茂木駅前に至る。
栃木県の主要地方道の中で最も距離が長い。

### 路線データ
- 総延長：63.349 km（旧道区間を除く）
- 実延長：59.035 km（旧道区間を除く）
- 起点：栃木県那須郡那須町大字伊王野（国道294号交点、道の駅東山道伊王野前）
- 終点：栃木県芳賀郡茂木町大字茂木（茂木駅入口交差点＝栃木県道109号茂木停車場線交点）
- 認定：1974年（昭和49年）2月5日

## 歴史
- 1993年（平成5年）5月11日 - 建設省から、県道那須黒羽茂木線が那須黒羽茂木線として主要地方道に指定される[1]。
- 2020年（令和2年）6月17日 - 岩下工区（1.3 km）が開通[2]。

## 路線状況

### 重複区間
- 国道461号（大田原市前田 - 大田原市田町）
- 栃木県道343号蛭畑須佐木線（大田原市片田 - 大田原市亀久）
- 栃木県道52号矢板馬頭線（那珂川町馬頭 地内）
- 国道294号（那須烏山市滝田・興野大橋西交差点 - 那須烏山市旭1丁目・旭交差点）
- 栃木県道12号那須烏山御前山線（那須烏山市旭1丁目・旭交差点 - 上境交差点）
- 栃木県道338号芳賀茂木線（茂木町牧野 地内）
- 国道123号（茂木町塩田・塩田交差点 - 茂木町増井）

### 道路施設

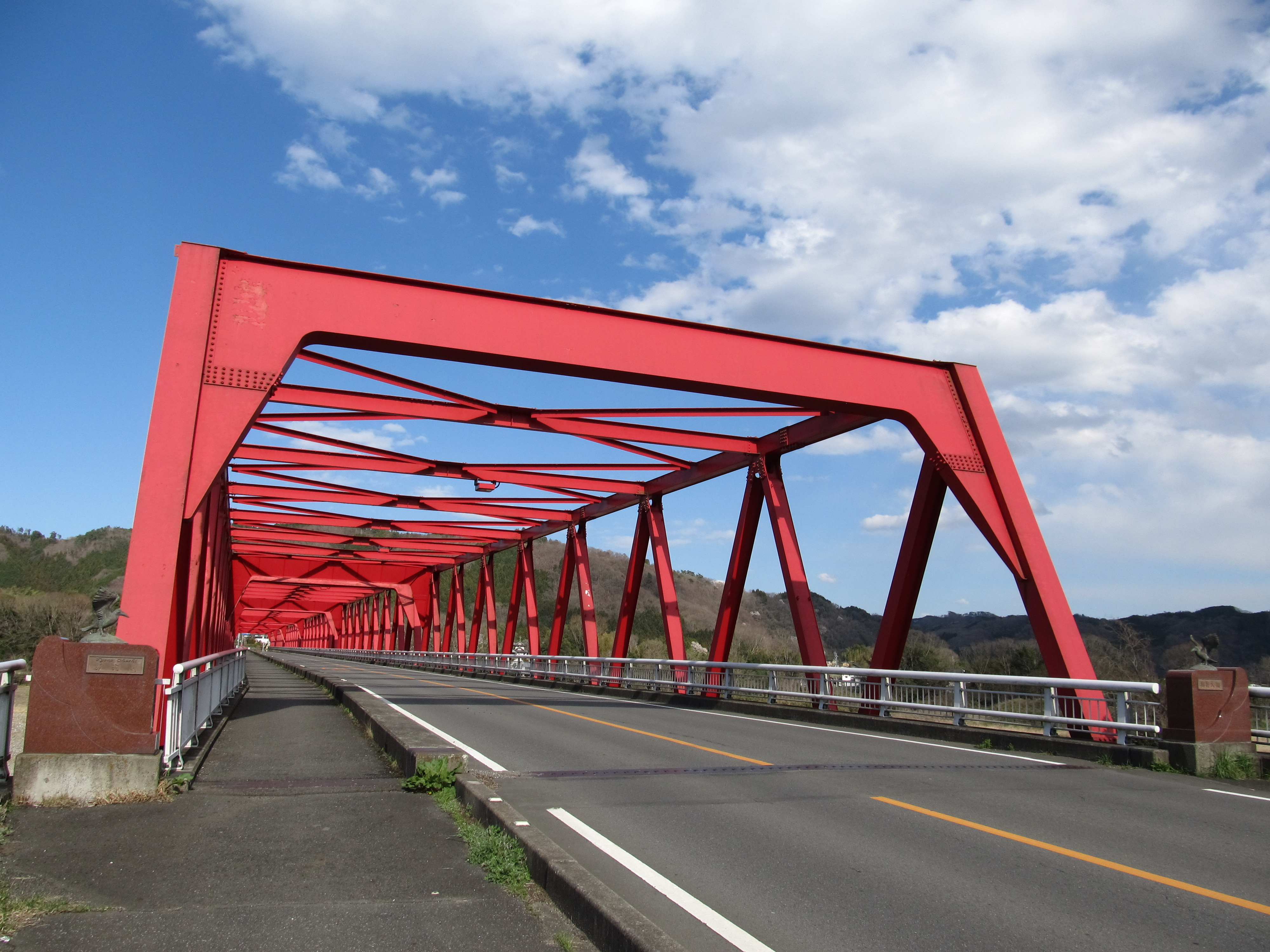
那珂川に架かる興野大橋（那須烏山市興野/滝田）

- 興野大橋（那須烏山市興野/滝田）

### 道の駅
- 道の駅東山道伊王野（起点付近）

## 地理

### 通過自治体
- 那須郡那須町
- 大田原市
- 那須郡那珂川町
- 那須烏山市
- 芳賀郡茂木町

### 交差する道路
- 国道294号（起点）

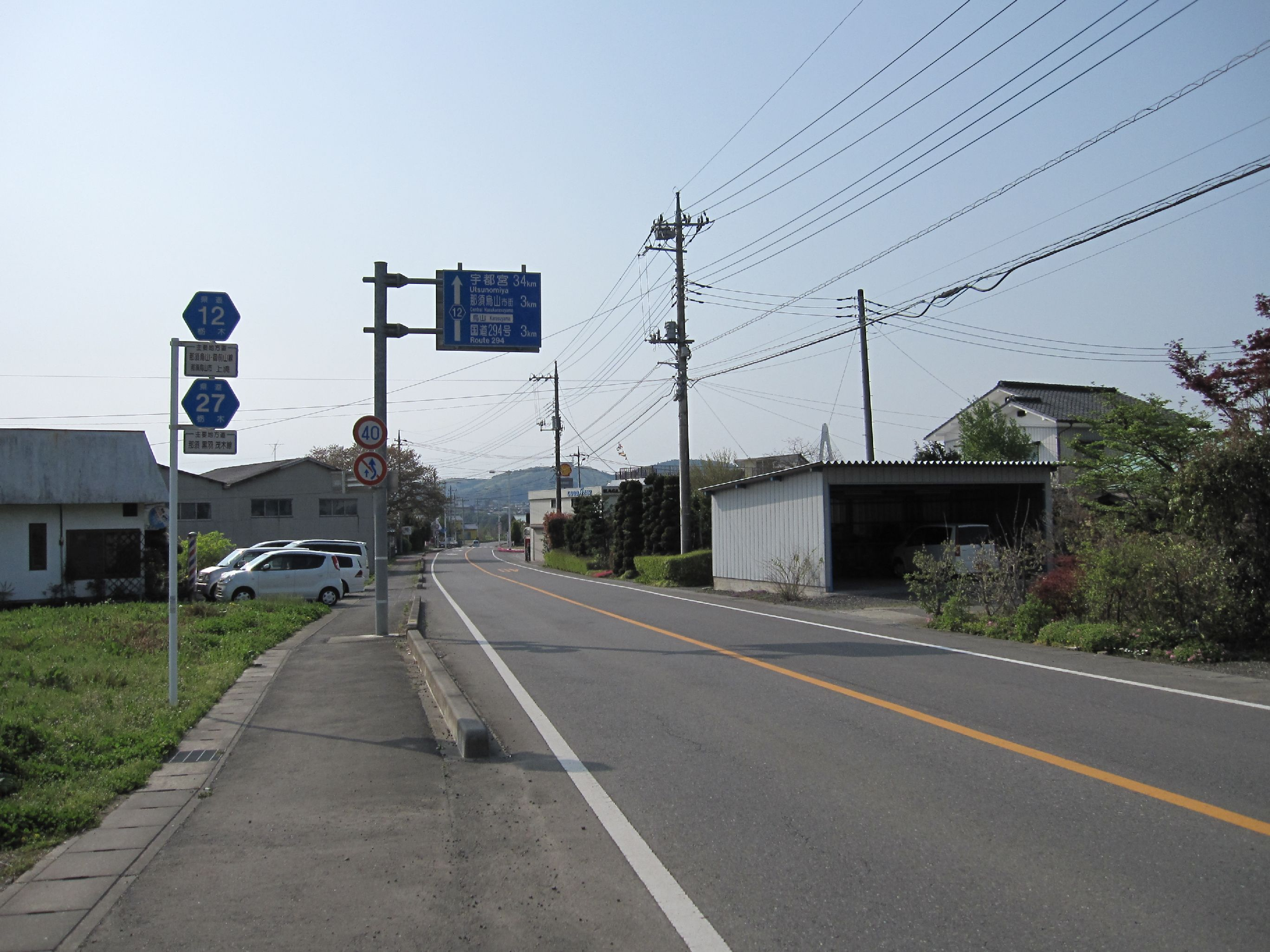
那須烏山市上境付近
（栃木県道12号との重複区間）

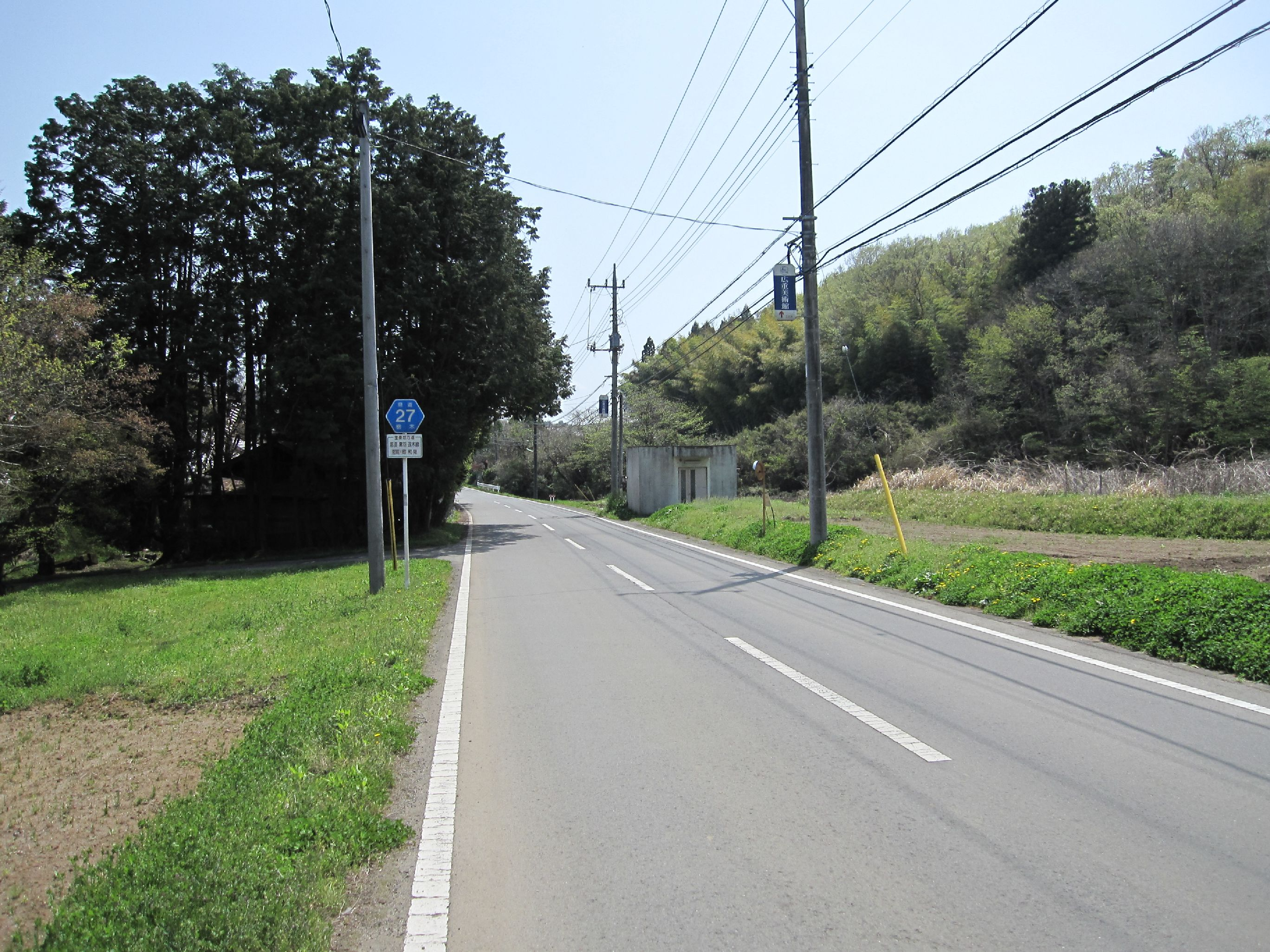
那珂川町和見付近

- 栃木県道34号黒磯黒羽線（大田原市中野内・両郷交差点）
- 栃木県道179号稲沢黒羽線（大田原市堀之内交差点）
- 国道461号（大田原市前田）
- 国道461号（大田原市田町）
- 栃木県道298号小口黒羽線・栃木県道343号蛭畑須佐木線（大田原市片田）
- 栃木県道343号蛭畑須佐木線（大田原市亀久）
- 栃木県道275号大山田下郷小砂線（那珂川町小砂）
- 栃木県道224号小砂小口線（那珂川町小砂）
- 栃木県道52号矢板馬頭線（那珂川町馬頭）
- 栃木県道52号矢板馬頭線（那珂川町馬頭）
- 国道293号（那珂川町馬頭・田町交差点）
- 国道294号・栃木県道10号宇都宮那須烏山線（那須烏山市滝田・興野大橋西交差点）
- 国道294号・栃木県道12号那須烏山御前山線・栃木県道102号烏山停車場線（那須烏山市旭1丁目・旭交差点）
- 栃木県道29号常陸太田那須烏山線（那須烏山市旭2丁目）
- 栃木県道12号那須烏山御前山線（那須烏山市旭1丁目・上境交差点）
- 栃木県道338号芳賀茂木線（茂木町牧野）
- 栃木県道338号芳賀茂木線・栃木県道231号山内牧野線（茂木町牧野）
- 国道123号（茂木町塩田・塩田交差点）
- 茨城県道・栃木県道291号下伊勢畑増井線（茂木町増井・林入口交差点）
- 国道123号（茂木町増井）
- 栃木県道109号茂木停車場線（終点）

### 沿線にある施設など
- 大田原市立両郷中央小学校
- 小砂郵便局
- 那珂川町立馬頭中学校
- 那須烏山市立境小学校
- 茂木町立中川小学校
- 中川郵便局
- 栃木県立茂木高等学校
- 茂木町役場
- 真岡鐵道真岡線 茂木駅